# ديميتري باييت

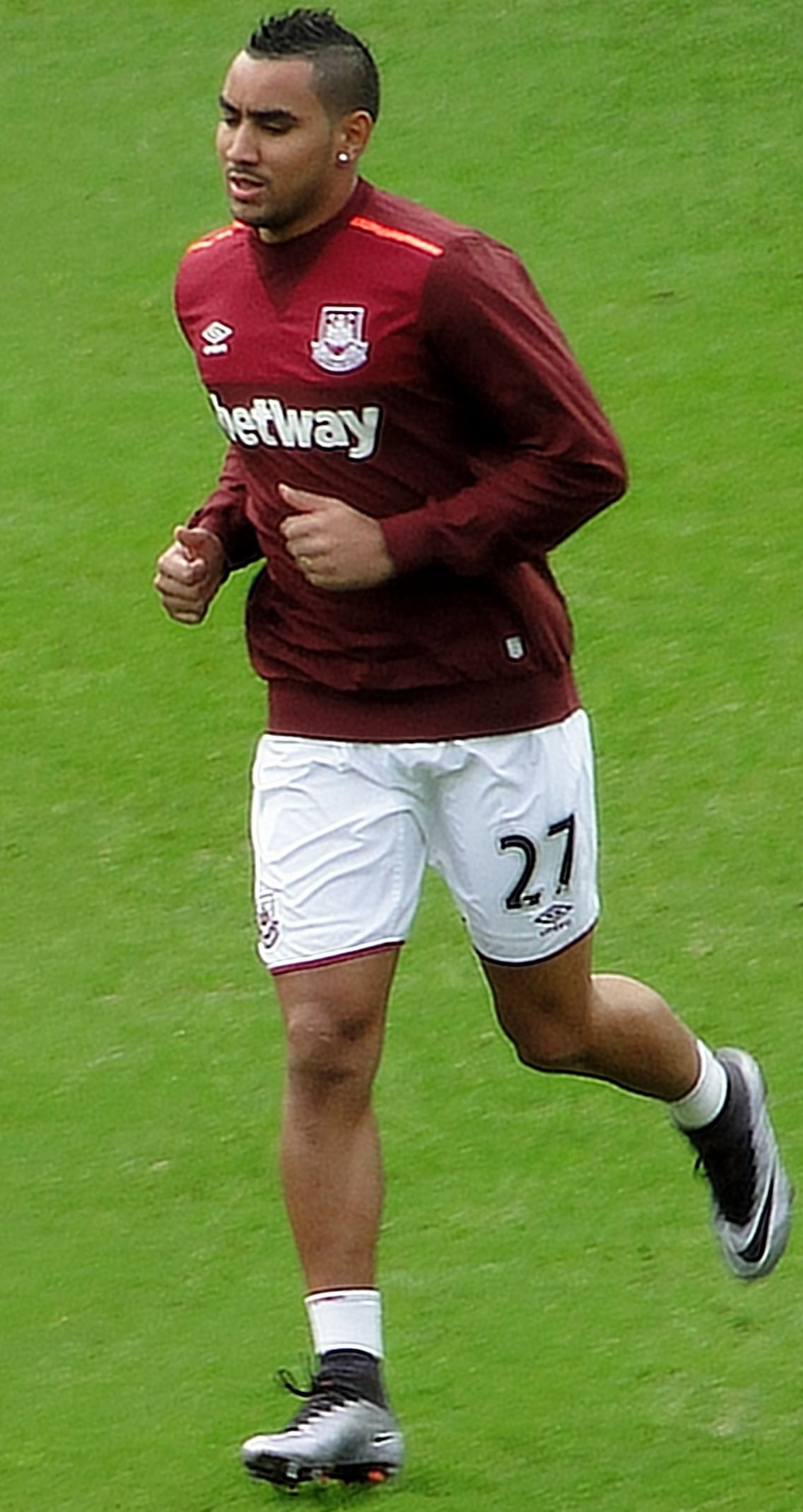

ديميتري باييت (بالفرنسية: Dimitri Payet)‏ (مواليد 29 مارس 1987 في سان بيير - ريونيون) لاعب كرة قدم فرنسي كان يلعب مع نادي فاسكو دا غاما البرازيلي في مركز الجناح و‌الوسط الهجومي.

## الإحصائيات

### أهدافه مع المنتخب
| الرقم. | التاريخ       | الملعب                         | الخصم     | سجل | النتيجة | المنافسة              |
| ------ | ------------- | ------------------------------ | --------- | --- | ------- | --------------------- |
| 1      | 7 يونيو 2015  | ملعب فرنسا، سان دوني، فرنسا    | بلجيكا    | 3–4 | 3–4     | مباراة ودية           |
| 2      | 29 مارس 2016  | ملعب فرنسا، سان دوني، فرنسا    | روسيا     | 3–1 | 4–2     | مباراة ودية           |
| 3      | 30 مايو 2016  | ملعب لا بوجوار، نانت، فرنسا    | الكاميرون | 3–2 | 3–2     | مباراة ودية           |
| 4      | 10 يونيو 2016 | ملعب فرنسا، سان دوني، فرنسا    | رومانيا   | 2–1 | 2–1     | بطولة أمم أوروبا 2016 |
| 5      | 15 يونيو 2016 | ملعب فيلودروم، مارسيليا، فرنسا | ألبانيا   | 2–0 | 2–0     | بطولة أمم أوروبا 2016 |
| 6      | 3 يوليو 2016  | ملعب فرنسا، سان دوني، فرنسا    | آيسلندا   | 3–0 | 5–2     | بطولة أمم أوروبا 2016 |

## روابط خارجية
- ديميتري باييت على موقع الاتحاد الدولي (مؤرشف)  (الإنجليزية)
- ديميتري باييت على موقع الاتحاد الأوربي (الإنجليزية)
- ديميتري باييت على موقع رابطة كرة القدم الفرنسية للمحترفين (الإنجليزية)
- ديميتري باييت على موقع إي إس بي إن إف سي (الإنجليزية)
- ديميتري باييت على موقع قاعدة بيانات كرة القدم.إي يو (الإنجليزية)
- ديميتري باييت على موقع ليكيب (الفرنسية)
- ديميتري باييت على موقع ناشيونال فوتبول تيمز (الإنجليزية)
- ديميتري باييت على موقع Soccerbase.com (لاعب) (الإنجليزية)
- ديميتري باييت على موقع Soccerway.com (الإنجليزية)
- ديميتري باييت على موقع عالم كرة القدم.نت (الإنجليزية)